# 斎藤春三
斎藤 春三（さいとう しゅんぞう、1886年〈明治19年〉4月16日 - 没年不明）は、大日本帝国陸軍軍人。最終階級は陸軍少将。

## 経歴
宮城県出身。陸軍士官学校第17期卒義。1924年（大正11年）2月に陸軍歩兵少佐に進級し、1925年（大正12年）9月時点で歩兵第38連隊大隊長の任にあり、1924年（大正13年）9月時点で第16師団副官に転じた。1926年（大正15年）3月に陸軍歩兵中佐に進級し、1928年（昭和3年）3月、歩兵第9連隊附を発令された。
1931年（昭和6年）8月、陸軍歩兵大佐進級と同時に釧路連隊区司令官に着任し、1933年（昭和8年）3月に歩兵第75連隊長に転じた。1935年（昭和10年）12月に第8師団司令部附となり、1936年（昭和11年）3月に陸軍少将に進級。1937年（昭和12年）3月1日に待命となり、3月29日に予備役に編入された。
1957年（昭和32年）3月に発行された偕行社機関紙「偕行」において、斎藤は数年前に仙台市で病死したと公表された。日時等は不明である。